# Savoy Chapel
La chapelle de Savoie, en anglais Savoy Chapel  ou  The Queen's Chapel of the Savoy, est une église située le long du Strand dans la cité de Westminster à Londres. Elle était l'église principale de l'hôtel de Savoie (Savoy Palace) détruit en 1381, puis chapelle de l'hospice de Savoie (Savoy Hospital) détruit au XIXe siècle.

## Histoire

Armes royales de Lancastre.

L'église originelle a été construite par Pierre II de Savoie ; elle a été détruite avec l'hôtel de Savoie lors de la révolte des Paysans de 1381.
La chapelle actuelle a été construite de 1490 à 1512 sous Henri VII d'Angleterre. Elle faisait partie de l'hospice de Savoie, hôpital comptant une centaine de lits et a fait aussi office d'église paroissiale en particulier pendant la reconstruction de St Mary-le-Strand.
L'hospice de Savoie tombé en ruine a été démoli au XIXe siècle ; seule en reste la chapelle actuelle.
Les vitraux de l'église ont été détruits pendant le Blitz de Londres de la Seconde Guerre mondiale.

## Description
La chapelle de Savoie est partie du duché de Lancastre et en raison de son affiliation, c'était un lieu fréquent des mariages de la haute société.